# Paralimna
Paralimna är ett släkte av tvåvingar. Paralimna ingår i familjen vattenflugor.

## Dottertaxa tillParalimna, i alfabetisk ordning[1]
- Paralimna adversa
- Paralimna afra
- Paralimna agryostoma
- Paralimna albonotata
- Paralimna approximata
- Paralimna arabica
- Paralimna argentea
- Paralimna argyrostoma
- Paralimna aurantiacus
- Paralimna basilewskyi
- Paralimna bicolor
- Paralimna bistriata
- Paralimna boensis
- Paralimna brunneiceps
- Paralimna calva
- Paralimna carolinika
- Paralimna cilifera
- Paralimna concors
- Paralimna confluens
- Paralimna cressoni
- Paralimna cruciata
- Paralimna dasycera
- Paralimna decipiens
- Paralimna dorina
- Paralimna fellerae
- Paralimna flavitarsis
- Paralimna flexineuris
- Paralimna fusca
- Paralimna gambiensis
- Paralimna guineensis
- Paralimna hirticornis
- Paralimna insignis
- Paralimna insolita
- Paralimna invisa
- Paralimna isis
- Paralimna javana
- Paralimna keiseri
- Paralimna lamborni
- Paralimna ligabuei
- Paralimna limbata
- Paralimna lineata
- Paralimna longiseta
- Paralimna lynx
- Paralimna mackieae
- Paralimna madecassa
- Paralimna major
- Paralimna mariae
- Paralimna meridionalis
- Paralimna millepuncta
- Paralimna molossus
- Paralimna monstruosa
- Paralimna multipunctata
- Paralimna nebulosa
- Paralimna nidor
- Paralimna nigripes
- Paralimna nigropicta
- Paralimna nubifer
- Paralimna obscura
- Paralimna opaca
- Paralimna ornata
- Paralimna ornatifrons
- Paralimna pectinata
- Paralimna picta
- Paralimna piger
- Paralimna pilosa
- Paralimna pleurivittata
- Paralimna plumbiceps
- Paralimna poecila
- Paralimna pokuma
- Paralimna pseudornata
- Paralimna puncticollis
- Paralimna puncticornis
- Paralimna punctipennis
- Paralimna pupulata
- Paralimna quadrifascia
- Paralimna reticulata
- Paralimna rhodesiensis
- Paralimna sana
- Paralimna secunda
- Paralimna sera
- Paralimna setifemur
- Paralimna sinensis
- Paralimna spatiosa
- Paralimna sponsa
- Paralimna sticta
- Paralimna stirlingi
- Paralimna taurus
- Paralimna texana
- Paralimna thomae
- Paralimna uelensis
- Paralimna ugandensis
- Paralimna uniseta
- Paralimna ustulata
- Paralimna vansomereni
- Paralimna wirthi